# ランデック郡

ランデック郡
Bezirk Landeck

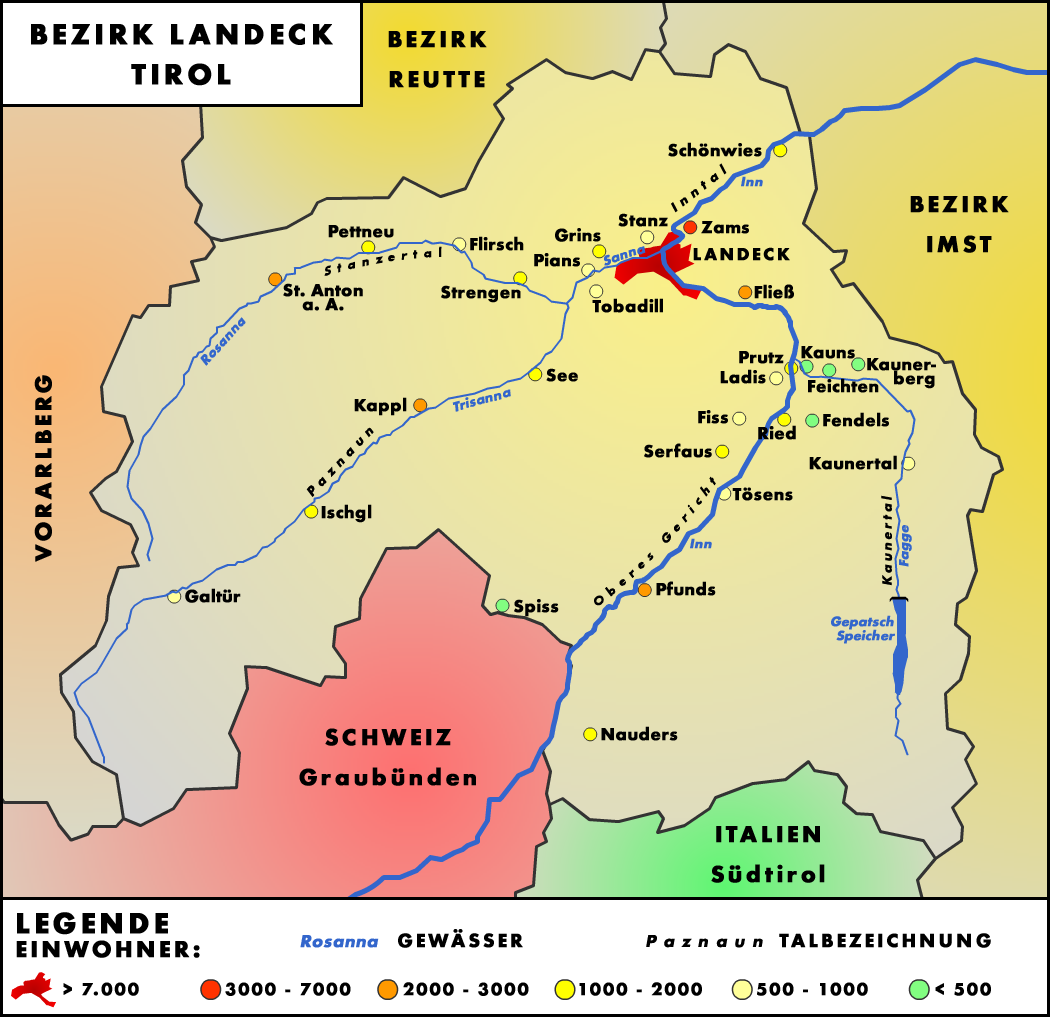
ランデック郡の地図

ランデック郡（ランデックぐん、巴・標準独: Bezirk Landeck,　阿: Bezirk Lä(ae)deck）は、オーストリアのチロル州最西部にある郡（Bezirk; 行政管区とも訳される）。郡庁所在地はランデック。

## 概要
北でロイテ郡と、東でイムスト郡と、西でフォアアールベルク州のブルーデンツ郡と、南でスイスのグラウビュンデン州およびイタリアのボルツァーノ自治県（旧：南チロル）と接している。
住民構成は、ザンクト・アントン・アム・アールベルクを中心とした西部はアレマン語系最高地アレマン語を使用するアレマン人が多い。ただし、郡庁所在地のランデックを中心とした東部ではバイエルン語を使用するバイエルン人が多い。

## 各市町村
ランデック郡には以下の30の市町村（Gemeinde; ゲマインデ）がある。うち郡庁所在地のランデックのみが市（Stadt）に指定されている。
- ファッゲン Faggen
- フェンデルス Fendels
- フィス Fiss
- フリース Fließ
- フリアシュ Flirsch
- ガルテュア (ガルチュール) Galtür
- グリンス Grins
- イシュグル Ischgl
- カップル Kappl
- カウナーベルク Kaunerberg
- カウナータール Kaunertal
- カウンス Kauns
- ラディス Ladis
- ランデック Landeck
- ナウダース Nauders
- ペットノイ・アム・アールベルク Pettneu am Arlberg
- プフンツ Pfunds
- ピアンス Pians
- プルッツ Prutz
- リート・イム・オーバーインタール Ried im Oberinntal
- サンクト・アントン・アム・アールベルク St.Anton am Arlberg
- シェーンヴィース Schönwies
- セー See
- セアファウス Serfaus
- シュピース Spiss
- シュタンツ・バイ・ランデック Stanz bei Landeck
- シュトレンゲン Strengen
- トバディル Tobadill
- テーゼンス Tösens
- ツァムス Zams